# 68-й батальон Канадского экспедиционного корпуса
68-й батальон Канадского экспедиционного корпуса — подразделение Канадского экспедиционного корпуса во время Первой мировой войны.
Батальон был сформирован 20 апреля 1915 г. и проводил набор в Реджайне, Мус-Джо и на прилегающих территориях Саскачевана. Отплыл в Великобританию 28 апреля 1916 г. Личный состав подразделения 6 июля 1916 г. вошёл в состав 32-го батальона Канадского экспедиционного корпуса, был расформирован 21 мая 1917 г. Батальоном командовал подполковник Т. Е. Перротт с 1 мая 1916 г. по 6 июля 1916 г.